# 何蔚庭
何蔚庭（1971年—），出生於馬來西亞的電影導演。中化中學畢業以後，離鄉至加拿大多倫多、美國洛杉磯和紐約大學電影製作系求學，之後曾停留在紐約和新加坡工作。2001年到台灣後即定居至今，陸續拍攝多部廣告、紀錄片和電影，至今在世界各大影展獲獎無數。
何蔚庭打從16歲就篤定一生就要走拍電影這條路。

## 電影經歷
何蔚庭，美國紐約大學電影製作系畢業。首部長片《台北星期天》獲第47屆金馬獎最佳新導演獎、羅馬尼亞國際影展喜劇類最佳影片獎、台北電影節特別評審推薦獎及電影產業最佳劇情片獎，並於2019年獲選新加坡亞洲電影資料館及韓國電影資料館合作之“亞洲電影數位計劃”，韓國電影資料館負責將其修復數位化。2020年夏天於NETFLIX全球線上平台播映。
2018年上映之《幸福城市》耗時兩年製作完成，參加國、內外各大影展，獲2018年多倫多國際影展站台競賽單元首獎(Platform Prize)、2019年第11屆法國波恩國際警匪電影節評審團大獎。並入圍第55屆金馬獎四大獎項（最佳原著劇本-何蔚庭/最佳男配角-李鴻其/最佳女配角-丁寧/最佳新演員-謝章穎)，榮獲第55屆金馬獎最佳女配角獎。2019年7月中旬於NETFLIX全球線上平台首映。
短片《呼吸》於2005年坎城影展國際影評人週獲兩個獎，成為第一部在坎城獲獎的台灣短片，更於西班牙加泰隆尼亞國際奇幻影展獲「最佳奇幻短片」，及在台北電影獎獲評審團特別獎。另一部短片《夏午》，入圍2008年坎城影展導演雙週，為唯一入圍坎城的亞洲短片。
2011年受邀参與由金馬影展發起之《10+10》電影聯合創作計畫，短片《100》於金馬影展開幕且世界首映，並入圍2012年柏林影展。同年為天主教失智老人基金會發起之公益短片集錦《昨日的記憶》拍攝其中一部短片《我愛恰恰》，於金馬影展世界首映，深受好評，入圍第36屆香港國際電影節競賽短片，獲第14屆台北電影獎最佳短片。與北京中央電視台合作之電視電影《酒是故鄉濃》，為首部在台灣製作完成的央視節目，全程皆在高雄拍攝，該片也於北京國際電影節及上海國際電影節放映。2015年央視電視電影《溫水蛤蟆》於上海國際影展放映，並入圍台北電影節劇情片競賽。
2019年與高雄市電影館合作VR短片《看著我》，入選2020美國SXSW西南偏南藝術節、坎城電影市場展 Cannes XR- VeeR 360 Cinema 正式競賽。
2020年製作愛情懸疑電影《青春弒戀》，由林柏宏、林哲熹、李沐、陳庭妮、丁寧、姚愛寗主演，入選2021多倫多國際影展「當代電影世界單元」、2021東京國際影展「世界焦點單元」，並獲選為2021金馬影展開幕片，將於2021年11月上映。

## 電影作品

### 短片
| 年份 | 中文片名                | 英文片名                                          | 演員                                   | 獎項榮譽 | 影片類型     |
| 1998 |                         | Still                                             | Jinn S. Kim、Diana H. Shaw、Luke Sabis | - 紐約大學影展華塞曼獎第三名 | 劇情短片     |
| 2005 | 《呼吸》                | Respire                                           | 林晏如、謝青翰                         | - 第58屆坎城影展「國際影評人周柯達發現獎最佳短片」、「TV5青年評論獎」 - 2006年第八屆台北電影節「評審團特別獎」 - 西班牙加泰隆尼亞奇幻影展「最佳奇幻短片」 | 劇情短片     |
| 2008 | 《夏午》                | Summer Afternoon                                  | 柯奐如、高英軒、王榆丹                 | - 入圍2008年第61屆坎城影展「導演雙週」 | 劇情短片     |
| 2011 | 《10+10-100》           | 10+10-100                                         | 鄭金山                                 | - 2011年金馬國際影展開幕片 - 入圍2012年柏林影展 | 紀錄短片     |
| 2012 | 《昨日的記憶─我愛恰恰》 | When Yesterday Comes - I Wake Up In A Strange Bed | 丁強、馬之秦                           | - 2012年第14屆台北電影節「最佳短片」 | 劇情短片     |
| 2019 | 《看著我》              | Look at Me                                        | 王真琳、黃河、吳子霏、張東晴           | - 2020西南偏南藝術節 SXSW - 2020坎城電影市場展 Cannes XR-VeeR 360 Cinema 正式競賽                                                                         | VR劇情短片   |
| 2022 | 《記憶有限公司》        | Memory Inc.                                       |                                        | | 虛擬劇情短片 |

### 長片
| 年份 | 中文片名       | 英文片名              | 演員 | 獎項榮譽 | 影片類型 |
| 2010 | 《台北星期天》 | Pinoy Sunday          | Epy Quizon、Bayani Agbayani、Meryll Soriano、Alessandra de Rossi、林若亞、莫子儀、張孝全、陸弈靜、曾寶儀 | - 第12屆台北電影獎「電影產業獎」、「國際青年導演競賽特別推薦獎」 - 2010年第47屆金馬獎「最佳新導演獎」 - 2011年羅馬尼亞國際影展「喜劇類最佳影片」 | 劇情長片 |
| 2017 | 《美好的意外》 | Beautiful Accident    | 桂綸鎂、陳坤、歐陽娜娜                                                                                   | | 劇情長片 |
| 2018 | 《幸福城市》   | Cities of Last Things | 高捷、李鴻其、石錦航、丁寧、Louise Grinberg、謝章穎、劉瑞琪、尹馨、黃璐                                  | - 2018年多倫多國際影展站台競賽單元「站台首獎(Platform Prize)」 - 2018年第55屆金馬獎「最佳女配角獎」 - 2018年青年電影手冊「年度華語十佳」、「最佳女配角獎」 - 2019年法國波恩國際警匪電影節「評審團大獎」 - 2019年布魯塞爾奇幻影展「特別推薦獎」 - 2019年義大利米蘭Through the looking glass 科幻奇幻影展「最佳影片」 - 2019年台北電影獎「最佳聲音設計獎」 - 2018年第55屆金馬獎最佳原著劇本-何蔚庭/最佳男配角-李鴻其/最佳女配角-丁寧/最佳新演員-謝章穎（入圍） - 2019年第13屆亞洲電影大獎最佳女配角-丁寧/最佳新演員-謝章穎（入圍） - 2019年第21屆台北電影獎最佳劇情長片/最佳導演/最佳男主角/最佳男配角/最佳女配角/最佳新演員/最佳攝影/最佳美術設計/最佳聲音設計（入圍） - 2018年釜山國際影展亞洲電影之窗觀摩當元 - 2018年香港亞洲電影節觀摩單元 - 2018年平遙國際電影展藏龍單元 - 2018年東京FILMeX國際影展競賽單元 - 2018年新加坡國際電影節開幕片 - 2019年鹿特丹國際影展Voice明日之聲 - 2019年蘇格蘭格拉斯哥影展 - 2019年荷蘭亞洲電影節 - 2019年洛杉磯亞太影展 - 2019年華府國際電影節 - 2019年哥德堡國際影展 - 2019年西雅圖國際影展 - 2019年紐約亞美國際影展 - 2019年倫敦東亞影展 | 劇情長片 |
| 2021 | 《青春弒戀》   | Terrorizers           | 林柏宏、林哲熹、李沐、陳庭妮、丁寧、姚愛寗                                                               | | 劇情長片 |

### 電視電影
| 年份 | 中文片名       | 英文片名                       | 演員                                                     | 獎項榮譽                                                                                     | 影片類型           |
| 2012 | 《酒是故鄉濃》 | My Elder Brother in Taiwan     | 丁強、宋曉英、鄧飛、張詩盈、趙寒雪、李美華               | - 2012年第15屆上海國際電影節 - 2012年第2屆北京國際電影節開幕片                               | 中央電視台電視電影 |
| 2015 | 《溫水蛤蟆》   | The Biggest Toad in the Puddle | 范雷、楊静兒、王曉曦、李思博、楊華、趙志喆、閆婕、王迎奇 | - 2014年第17屆上海國際電影節 - 2015年新加坡華語電影節 - 2015年第16屆台北電影節劇情片競賽入圍 | 中央電視台電視電影 |

## 奖项

### 坎城影展
| 年份   | 獎項                   | 影片 | 結果 |
| ------ | ---------------------- | ---- | ---- |
| 2005年 | 國際影評人周柯達發現獎 | 呼吸 | 獲獎 |
| 2005年 | TV5青年評論獎          | 呼吸 | 獲獎 |

### 多倫多國際影展
| 年份   | 獎項                     | 影片     | 結果 |
| ------ | ------------------------ | -------- | ---- |
| 2018年 | 站台首獎(Platform Prize) | 幸福城市 | 獲獎 |

### 西班牙加泰隆尼亞奇幻影展
| 年份   | 獎項         | 影片 | 結果 |
| ------ | ------------ | ---- | ---- |
| 2005年 | 最佳奇幻短片 | 呼吸 | 獲獎 |

### 羅馬尼亞國際影展
| 年份   | 獎項           | 影片       | 結果 |
| ------ | -------------- | ---------- | ---- |
| 2010年 | 喜劇類最佳影片 | 台北星期天 | 獲獎 |

### 法國波恩國際警匪電影節
| 年份   | 獎項       | 影片     | 結果 |
| ------ | ---------- | -------- | ---- |
| 2018年 | 評審團大獎 | 幸福城市 | 獲獎 |

### 布魯塞爾奇幻影展
| 年份   | 獎項       | 影片     | 結果 |
| ------ | ---------- | -------- | ---- |
| 2018年 | 特別推薦獎 | 幸福城市 | 獲獎 |

### 金馬獎
| 年份   | 獎項         | 影片       | 結果 |
| ------ | ------------ | ---------- | ---- |
| 2010年 | 最佳新導演獎 | 台北星期天 | 獲獎 |
| 2018年 | 最佳原著劇本 | 幸福城市   | 提名 |
| 2021年 | 最佳導演獎   | 青春弒戀   | 提名 |
| 2021年 | 最佳剪輯獎   | 青春弒戀   | 提名 |

### 青年電影手冊
| 年份   | 獎項         | 影片     | 結果 |
| ------ | ------------ | -------- | ---- |
| 2018年 | 年度華語十佳 | 幸福城市 | 獲獎 |

### 台北電影節
| 年份   | 獎項                       | 影片       | 結果 |
| ------ | -------------------------- | ---------- | ---- |
| 2006年 | 評審團特別獎               | 呼吸       | 獲獎 |
| 2010年 | 電影產業獎                 | 台北星期天 | 獲獎 |
| 2010年 | 國際青年導演競賽特別推薦獎 | 台北星期天 | 獲獎 |
| 2012年 | 最佳短片                   | 我愛恰恰   | 獲獎 |
| 2019年 | 最佳劇情長片               | 幸福城市   | 提名 |
| 2019年 | 最佳導演                   | 何蔚庭     | 提名 |

## 外部連結
- 何蔚庭 Wi Ding Ho （页面存档备份，存于）
- 何蔚庭在互联网电影资料库（IMDb）上的資料（英文）
- 何蔚庭在香港影庫上的簡介
- 何蔚庭在豆瓣上的资料（简体中文）
- 何蔚庭在台灣電影網上的資料（繁體中文）